# 第2コンスタンティノポリス公会議
第2コンスタンティノポリス公会議（だい2コンスタンティノポリスこうかいぎ）は、553年に東ローマ帝国の首都コンスタンティノポリス（現在のトルコ・イスタンブール）で行われたキリスト教の公会議。 正教会の日本ハリストス正教会では、第五全地公会という。ローマ皇帝ユスティニアヌス1世の政治的思惑によって開催され、「三章問題」(en)を討議して、これを排斥した。

## 経緯
カルケドン公会議で否定されたとはいえ、単性論的思想はローマ帝国領の全域で浸透していた。特に帝国の重要都市アレクサンドリアにおいてアレクサンドリア学派の思想とあいまって根強かった。
地中海沿岸の旧西ローマ帝国領を征服し、統一ローマ帝国の復興を図っていたユスティニアヌス1世は、この問題が帝国の統治の妨げになると考え、単性論への理解を示すことで解決を図ろうとした。しかし、それによって逆に帝国の西方地域の教会指導者との間で不和が生じた。ユスティニアヌス1世が、腹心とも思い、ローマ教皇の地位につけてやったと思っていたウィギリウスもユスティニアヌス1世の意に反する立場を明らかにしたため、ここにおいてユスティニアヌス1世はアンティオキア学派に連なる3つの著作を非難し、排斥することで事態を好転させようとした。これが「三章問題」である。ここで排斥された著作は以下のようなものであった。
1. キュロスのテオドレトスの著作
2. アレクサンドリアのキュリロスを糾弾したモプスエスティアのテオドロスの著作
3. モプスエスティアのテオドロスを支持したエデッサのイバスの書いたペルシアのマリス宛て書簡

ローマ教皇ウィギリウスも参加を強いられたが、自分の立場が危ないとみてカルケドンに逃れた。公会議は553年5月5日にコンスタンティノポリスのカテドラルにおいて開会した。参加者は主教（司教）など150名ほどであったと考えられている。会議はコンスタンティノポリス総主教エウテュキオスが指導して行われた。公会議は6月に終了し、先に提示された3章を有罪として排斥した。教皇ウィギリウスは当初、これを認めることに難色を示したが、最終的にこれを承認した。しかし、西方地域の主教（司教）たちの中にはこれを不服とするものもいた。
結局、この神学論争は決着せず、さらに単意説論争として続くことになる。